# Zamal Paradise

Zamal Paradise est un film français écrit et réalisé par le cinéaste réunionnais Jean-Philippe Grosset sorti en décembre 2021. Avec ses 2 h 36, Zamal Paradise est le plus long-métrage indépendant réalisé à ce jour en France d'outre-mer. Zamal Paradise est aussi le premier long-métrage réunionnais écrit, réalisé et photographié par un créole natif des quartiers populaires de l'île. Le film a été entièrement produit et post-produit à La Réunion. À sa sortie en salle, Zamal Paradise devient le premier succès populaire du cinéma réunionnais et reste à l'affiche plus de six mois sur l'île, au côté de blockbusters américains.

## Synopsis
Trois délinquants trafiquent du zamal (cannabis) pour financer leur album de rap. Ils vont alors rencontrer de nombreux membres des cartels de la drogue de l'île de la Réunion, entrainant des péripéties.

## Fiche technique
- Titre : Zamal Paradise
- Tagline : Les voies du seigneur sont absurdes
- Réalisation : Jean-Philippe Grosset (Dkpit K Dick)
- Scénario : Jean-Philippe Grosset (Dkpit K Dick)
- Musique : Jean Christophe Laporte
- Production : Réunion Magma Films
- Pays d'origine :  France La Réunion
- Langue originale : créole réunionnais, français, sous-titrage français
- Genre : Drame, thriller
- Durée : 156 minutes
- Date de sortie : La Réunion : 20 décembre 2021

## Distribution

### Acteurs principaux
- Christophe Sautron  (Kenlo-Primate) : Kenlo
- Loïc Mandere (King-Tafari) : kingta
- Kévin Didier (Trash-Dicka) : Kévin
- Marion Etheve : France

### Acteurs récurrents
- Christophe Fabre : Big Poppa
- Camille Bessière-Mithra : Frère de Kévin
- Richard Mandere : Manu
- Lolita Tergemina : Mère de Kenlo
- Nicolas Givran : Professeur d’art dramatique
- Johan Jonzo : Lorenzo
- David Erudel : L’évangéliste
- Jean-Christophe Laporte : Boyfriend de Big Poppa
- Antoine Stip : Père de France